# Valeriano López
Pour les articles homonymes, voir López.
Valeriano López (Casma (es), 4 mai 1926 – Callao, 16 avril 1995) est un footballeur péruvien qui évoluait au poste d'attaquant.
Redoutable par son jeu de tête, il était surnommé « El Tanque de Casma » (le tank de Casma) et est considéré comme l’un des plus grands joueurs péruviens de tous les temps et le joueur le plus important de l'histoire du club Sport Boys de Callao,.
Buteur prolifique, selon les statistiques de l’IFFHS il a inscrit 207 buts en 199 matchs de championnat et fait partie, avec Arthur Friedenreich et Bernabé Ferreyra, des trois seuls joueurs sud-américains à avoir marqué plus de buts que de matchs disputés. De plus, il a la meilleure moyenne de but par match de première division d'Amérique du Sud dans l'ère professionnelle : 1,04 buts par match.

## Biographie

### Les débuts
Né à Casma, à 320 km au nord de Lima (dans la région d'Áncash), Valeriano López grandit dans une famille modeste, son père étant fabricant d'adobe. Adolescent, il jouait pour un club de la ville de Huacho, le Firestone. 
En 1946, lors d'un match d'exhibition entre une sélection de Huacho – où il jouait – et le Club Centro Iqueño, il marqua trois buts (malgré la défaite 4 à 3 de son équipe) et impressionna le président du Sport Boys de Callao, José Arrué Burga, qui assistait au match et l'engagea aussitôt.

### Carrière en club
Avec le Sport Boys, il remporta trois fois d'affilée le titre de meilleur buteur du championnat péruvien (1946, 1947, 1948) avec un total de 62 buts en 54 matchs au cours de ces trois années-là. Cependant en 1949, il fut suspendu pour avoir quitté le camp d’entraînement de la sélection péruvienne quelques jours avant le début du championnat sud-américain de football. 
Il émigra alors en Colombie qui, non affiliée à la FIFA, lui permettait de contourner sa suspension. À cette époque la Colombie vivait son époque dorée dite « El Dorado » : des joueurs tels que Alfredo Di Stéfano et Adolfo Pedernera évoluaient dans le championnat colombien. López fut recruté par le Deportivo Cali terminant deuxième du championnat en 1949 puis troisième en 1950. Lors de ses douze premiers matchs il marqua 23 buts ce qui constitue un record qui tient toujours à l’heure actuelle. Le 21 mai 1950 il fut le principal artisan de la plus grande défaite infligée au Millonarios de Bogota, le club phare de l'époque dorée colombienne. Il marqua trois buts et le Deportivo Cali s'imposa finalement 6 buts à 1. Au cours de ses deux saisons à Cali, il inscrivit 43 buts en 39 matchs. Il fait partie des Jugadores inolvidables (« joueurs inoubliables ») du club,. 
En 1951 sa suspension fut levée et il rentra au Pérou et retrouva son ancien club du Sport Boys. Cette année-là, la finale du championnat opposa le Sport Boys au Deportivo Municipal, finale qui se présentait comme une revanche de celle de l'année précédente qui avait vu les deuxièmes s'imposer sur les premiers. Le Sport Boys prit sa revanche en s’imposant 3 buts à 2 grâce à un triplé de López. Après ce titre, la vie dissolue qu'il menait lui fit perdre son niveau de jeu. Il quitta alors le Pérou pour l'Argentine où il s’engagea avec Huracán. Son indiscipline plus une blessure ne lui permirent pas de s'y imposer. Il ne resta qu’une seule année à Huracán et retourna de nouveau au Pérou où il passa quatre années (1954 à 1958) à l'Alianza Lima. Il remporta le titre en 1954 et 1955 mais même s'il fut bon, il ne retrouva jamais son niveau d’antan. Il fit ensuite un bref passage dans l'équipe du Mariscal Castilla en 1959. Il rejoignit une nouvelle fois le Sport Boys en 1960 avant d'achever sa carrière l'année suivante après un retour ponctuel au Deportivo Cali. 
En parallèle aux championnats dont les saisons étaient courtes, López participa à de nombreux tournois et matchs amicaux. Ces matchs non officiels ne sont pas comptabilisés dans les statistiques. En tenant compte de ces matchs il aurait inscrit dans toute sa carrière un total de près de 500 buts[réf. nécessaire].

### Carrière en équipe nationale
Sa carrière internationale avec le Pérou fut courte mais prolifique. Il marqua neuf buts en 14 sélections. Il fut meilleur buteur du championnat panaméricain en 1952 avec sept buts dont cinq de la tête contre le Panama pour une victoire finale de 7 buts à 1. Il participa à deux championnats sud-américains avec dix ans d'écart entre les deux, en 1947 et 1957, en raison d'une suspension pour indiscipline qui le fit rater le Sudamericano de 1949 au Brésil.

### Après-carrière et décès
À l'instar de beaucoup d'autres joueurs (Garrincha, George Best, Paul Gascoigne, etc), Valeriano López ne sut pas gérer sa condition de star du football péruvien et sud-américain des années 1950. Abandonné du milieu, il était dans la misère quand sa santé se détériora rapidement au point de souffrir d'anémie. Néanmoins, un ancien dirigeant du Sport Boys, Alberto Levy, qui avait une grande admiration pour ses dons de buteur, lui tendit la main et le fit venir à Callao. 
En 1992 il accompagne le Sport Boys à l'occasion d'un match de Copa Libertadores face à son ancien club du Deportivo Cali. Trois ans plus tard, il meurt le 16 avril 1995 à Callao, atteint d'un AVC. Il était alors âgé de 68 ans.

## Palmarès et statistiques

### Palmarès

#### En club
| Sport Boys - Championnat du Pérou (1) : - Champion : 1951. - Meilleur buteur : 1946, 1947, 1948 et 1951. | Alianza Lima - Championnat du Pérou (2) : - Champion : 1954 et 1955. |

#### En équipe nationale
Pérou
| - Jeux bolivariens (1) : - Vainqueur : 1948. - Meilleur buteur : 1948[réf. nécessaire]. | - Championnat panaméricain : - Meilleur buteur : 1952. |

### Statistiques
- Championnat : 199 matchs, 207 buts[3]
- Équipe du Pérou : 14 matchs, 9 buts[11]

| Équipes           | Années    | Matchs | Buts | Moyenne |
| ----------------- | --------- | ------ | ---- | ------- |
| Sport Boys        | 1946-1948 | 54     | 62   | 1.15    |
| Deportivo Cali    | 1949-1950 | 39     | 43   | 1.10    |
| Sport Boys        | 1951-1952 | 30     | 44   | 1.47    |
| CA Huracán        | 1953      | 18     | 10   | 0.55    |
| Alianza Lima      | 1954-1958 | 38     | 33   | 0.87    |
| Mariscal Castilla | 1959      | 5      | 4    | 0.80    |
| Sport Boys        | 1960      | 10     | 7    | 0.70    |
| Deportivo Cali    | 1961      | 5      | 4    | 0.80    |
| Total             | 1946-1961 | 199    | 207  | 1.04    |

| Buts en sélection de Valeriano López | Buts en sélection de Valeriano López | Buts en sélection de Valeriano López         | Buts en sélection de Valeriano López | Buts en sélection de Valeriano López | Buts en sélection de Valeriano López | Buts en sélection de Valeriano López |
|                                      | Date                                 | Lieu                                         | Adversaire                           | Score                                | Résultat                             | Compétition                          |
| ------------------------------------ | ------------------------------------ | -------------------------------------------- | ------------------------------------ | ------------------------------------ | ------------------------------------ | ------------------------------------ |
| 1.                                   | 9 décembre 1947                      | Estadio George Capwell, Guayaquil (Équateur) | Chili                                | 1-2                                  | 1-2                                  | Championnat sud-américain 1947       |
| 2.                                   | 11 décembre 1947                     | Estadio George Capwell, Guayaquil (Équateur) | Argentine                            | 2-3                                  | 2-3                                  | Championnat sud-américain 1947       |
| 3.                                   | 23 mars 1952                         | Estadio Nacional, Santiago (Chili)           | Panama                               | 1-0                                  | 7-1                                  | Championnat panaméricain 1952        |
| 4.                                   | 23 mars 1952                         | Estadio Nacional, Santiago (Chili)           | Panama                               | 2-0                                  | 7-1                                  | Championnat panaméricain 1952        |
| 5.                                   | 23 mars 1952                         | Estadio Nacional, Santiago (Chili)           | Panama                               | 4-0                                  | 7-1                                  | Championnat panaméricain 1952        |
| 6.                                   | 23 mars 1952                         | Estadio Nacional, Santiago (Chili)           | Panama                               | 5-0                                  | 7-1                                  | Championnat panaméricain 1952        |
| 7.                                   | 23 mars 1952                         | Estadio Nacional, Santiago (Chili)           | Panama                               | 6-1                                  | 7-1                                  | Championnat panaméricain 1952        |
| 8.                                   | 30 mars 1952                         | Estadio Nacional, Santiago (Chili)           | Uruguay                              | 2-4                                  | 2-5                                  | Championnat panaméricain 1952        |
| 9.                                   | 2 avril 1952                         | Estadio Nacional, Santiago (Chili)           | Chili                                | 2-2                                  | 2-3                                  | Championnat panaméricain 1952        |